# Anacréon (Rameau et Cahusac)
Pour les articles homonymes, voir Anacréon (homonymie).

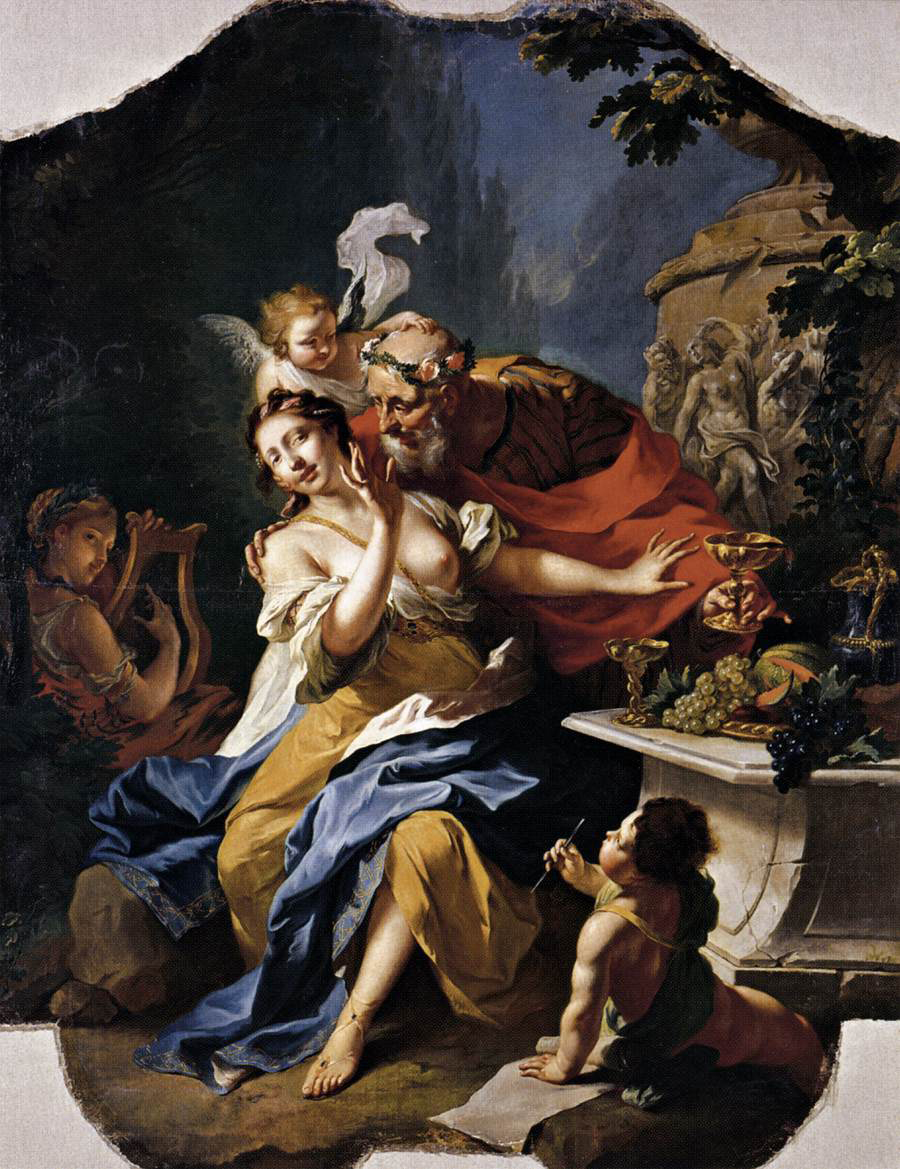
Toile de Johann Heinrich Tischbein (1754)

Anacréon est un acte de ballet de Jean-Philippe Rameau, composé sur un livret de Louis de Cahusac.
La pièce a été créée à Fontainebleau le 23 octobre 1754. Elle ne doit pas être confondue avec Anacréon, autre acte de ballet portant le même titre et créé en 1757 sur un livret de Gentil-Bernard, dont l'intrigue est différente et qui fut ajouté comme troisième entrée aux Surprises de l'amour. Toutes deux évoquent Anacréon, poète lyrique grec dont l'œuvre est consacrée principalement à la poésie amoureuse et à la poésie de banquet. 
Résumé de l'intrigue : Chloé et Bathylle s'aiment à l'insu du vieux poète Anacréon qui les a élevés tous deux. Celui-ci prépare une fête et annonce qu'il va s'unir à Chloé : dépit des deux amants, mais Anacréon les unit à la fin de la fête. L'action se déroule en 6 scènes, la dernière présentant les réjouissances finales accompagnées de nombreuses danses et airs joyeux. 
Outre les trois personnages principaux (Anacréon, Chloé et Bathylle), l'œuvre met en scène pour les danses, de jeunes théoniens et théoniennes, le satyre Silène, des bacchantes et égipans.

## Sources
- Philippe Beaussant (dir.), Rameau de A à Z, Paris, Fayard, mai 1983, 397 p. (ISBN 2-213-01277-6)
- (en) Cuthbert Girdlestone, Jean-Philippe Rameau : His life and work, New York, Dover Publications, coll. « Dover books on music, music history », 1969, 2e éd. (1re éd. 1957), 631 p. (ISBN 0-486-26200-6, lire en ligne)

## Discographie
- Orchestra of the Age of Enlightenment, dir. Jonathan Williams (Signum Classics, 2015)